# Raul Esteves dos Santos
Raúl Esteves dos Santos ComC (Lisboa, 7 de Março de 1889 - Lisboa, 24 de Julho de 1954) foi um jornalista, escritor e activista político português.

## Biografia

### Nascimento e formação
Raul Esteves dos Santos nasceu na cidade de Lisboa, em 1889. De origens humildes, frequentou o Asilo da Infância Desvalida e na Escola da Caridade.

### Carreira
Durante a sua carreira, também trabalhou como funcionário para a Câmara Municipal de Lisboa, a Companhia dos Caminhos de Ferro Portugueses e a Direcção-Geral de Caminhos de Ferro. Defensor dos ideais republicanos, foi um dos participantes na Revolução de 5 de Outubro de 1910, tendo sido um dos responsáveis por ir buscar a guarda do Parlamento e pela prisão de um dos colaboradores do rei. Durante a Primeira República, foi mobilizado para a Primeira Guerra Militar. Foi preso pela primeira vez por motivos políticos em 1918, durante a ditadura de Sidónio Pais, tendo sido acusado de «conspirar contra o actual governo». Trabalhou como secretário para o presidente do ministério, António Granjo, em 1921, tendo assumido este posto igualmente para dois ministros e dois governadores civis de Lisboa.
A primeira vez que ocupou o posto de director foi com o jornal O Grito do Povo. Posteriormente, tornou-se director do jornal A Voz do Operário em duas ocasiões, de 1931 a 1933 e de 1945 a 1947. Nestes períodos, também exerceu como presidente da Sociedade de Instrução e Beneficiência A Voz do Operário. Também colaborou naquele periódico como escritor, tendo dissertado principalmente sobre os temas do ensino, associativismo, história do trabalho, e a evolução histórica do próprio jornal. Também trabalhou como director da Revista Portuguesa de Comunicações, e escreveu para a Revista Municipal de Lisboa e na Gazeta dos Caminhos de Ferro.
Devido às suas ideias republicanas e democráticas, tornou-se um opositor à ditadura militar. Em 1930 foi preso pela primeira vez pela ditadura militar, na sequência de uma rusga policial ao seu escritório, tendo sido encontrados vários documentos clandestinos, cópias de um carta da prisão que tinha sido escrita pelo político republicano Francisco Cunha Leal. Este preso durante cerca de duas semanas. Em 8 de Outubro de 1945, foi um dos fundadores do Movimento de Unidade Democrática, em conjunto com outros directores de periódicos nacionais, incluindo Luís Câmara Reis, da revista Seara Nova, Jaime Carvalhão Duarte, do jornal República, e Vitor Santos, do Democracia do Sul. Com efeito, na edição de 4 de Novembro o jornal A Voz do Operário manifestou o seu apoio pela fundação do Movimento. Porém, o governo reagiu logo no dia seguinte, tendo impedido a realização de uma conferência que o jornal tinha organizado, com o tema de A Educação do Povo, que iria ser feita pelo professor António Ferreira de Macedo, que tinha sido o responsável pela fundação da Universidade Popular Portuguesa, e que também tinha colaborado no Movimento de Unidade Democrática. Como director do jornal A Voz do Operário, foi uma das importantes personalidades que se reuniram naquele periódico na defesa dos ideais democráticos, que incluíram António Lomelino, presidente do Centro Escolar Republicano Almirante Reis, onde foi fundado o Movimento de Unidade Democrática, e o poeta Alfredo Guisado. Raúl Esteves dos Santos também foi um importante difusor do movimento associativista.
Em 16 de Maio de 1947, foi preso pela polícia política na sua residência, onde estava recolhido há várias semanas, devido a uma doença. O motivo para a sua prisão foi o seu nome ter surgido em documentos que tinham sido apreendidos, além de ser suspeito de ter participado num movimento contra a ditadura militar. Foi um dos vinte e quatro defensores da democracia acusados neste processo, que também incluiu nomes célebres como o advogado Vasco da Gama Fernandes, que foi o primeiro presidente da Assembleia da República após a Revolução de 25 de Abril de 1974, e o militante comunista Carlos Pato, que viria a morrer três anos depois, assassinado pela polícia política. Raúl Esteves dos Santos ficou preso durante vinte dias na Penitenciária de Lisboa.
Destacou-se igualmente como escritor, tendo deixado um grande número de obras, incluindo A Arte Negra, publicado em 1941 pela Editorial Império, sobre a história da escrita e tipografia, A Grande Catedral do Bem, sobre o periódico A Voz do Operário, e vários livros e folhetos sobre o tema da assistência.  Ocupou o posto de presidente da Federação das Sociedades de Educação e Recreio e da Sociedade de Instrução de Campo de Ourique, e também foi dirigente dos Bombeiros Voluntários de Campo de Ourique. Também foi um destacado conferencista, tendo um dos seus livros sido o texto de uma comunicação sobre o antigo Governador Civil de Lisboa, o tenente-coronel João Luís de Moura.

### Falecimento e família
Raúl Esteves dos Santos faleceu em 24 de Julho de 1954, aos 64 anos de idade, na sua residência na Rua Coelho da Rocha, em Lisboa. Estava casado com Gracinda Piedade Baptista Esteves dos Santos, e foi pai de Maria de Lourdes Esteves dos Santos Freitas Ferraz e José Manuel Baptista Esteves dos Santos.

## Homenagens
Foi condecorado com uma comenda da Ordem Militar de Cristo em 12 de Fevereiro de 1933, no âmbito das comemorações do quinquagésimo aniversário da sociedade A Voz do Operário.
Também recebeu uma Medalha de Serviços Distintos, por um diploma publicado no Diário do Governo n.º 264, de 31 de Outubro de 1919.

## Obras publicadas
- Lisboa e os seus meios de transporte
- A cerca das Mónicas
- A nova Estação do Sul e Sueste
- Notas à margem do 31 de Janeiro no Porto
- Origens do Jornalismo
- O ensino técnico e profissional sob o ponto de vista histórico
- Xavier de Paiva (O primeiro grande poeta vindo das classes proletárias)
- Aspectos do problema da propriedade literária
- Uma figura contemporânea do mundo social
- A folga do trabalhador
- O tenente-coronel João Luiz de Moura e a Voz do Operário (1929)
- A Grande Catedral do Bem (1931)
- A Vida de «A Voz do Operário» (1879-1894): Da fundacão do jornal à inauguração das primeiras escolas  (1932)
- A Grande Epopeia dos Humildes (1933)
- Três anos na grande colmeia (1933)
- Porque se Fundou em 11 de Outubro de 1879 o Jornal «A Voz do Operário» (1935)
- Figuras Esquecidas (O Poeta Xavier de Paiva) (1935)
- A fiscalização do Governo nas Emprezas Ferroviárias (1935)
- O Credito Popular (alguns subsídios para a sua história (1938)
- Alguns subsídios para a história da mais antiga modalidade de assistência que a A Voz do Operário presta aos seus associados (1936)
- Figuras Gradas de A Voz do Operário (1936)
- O vinho de Colares (1938)
- A Arte Negra (1941)
- História do vintém encantado (1944)
- Quinze anos de República (1945)